# Sông Văn Úc
Sông Văn Úc là một nhánh ở hạ lưu trong hệ thống sông Thái Bình, phần lớn chảy qua địa bàn Hải Phòng. Thực chất là đoạn hạ lưu của sông Thái Bình vì dòng chảy của nó lớn hơn nhiều so với đoạn ra biển của sông Thái Bình.
Sông bắt đầu từ đoạn giao nhau sông Hương và sông Rạng (còn có tên gọi là ngã ba Cửa Dưa) tại địa phận xã Thanh Xuân (huyện Thanh Hà, Hải Dương theo hướng Đông Nam đổ ra Biển Đông tại cửa Văn Úc
Sông có chiều dài khoảng 57 km, làm ranh giới giữa các huyện Thanh Hà, Hải Dương và An Lão, Hải Phòng, huyện An Lão và huyện Tiên Lãng, huyện Kiến Thụy và huyện Tiên Lãng. Quốc lộ 10 băng qua sông bằng cầu Tiên Cựu tại đoạn xã Đại Thắng, Tiên Lãng và xã Quang Trung, An Lão.
Trên sông có các cây cầu sau:
- Cầu Quang Thanh, nối huyện An Lão (Hải Phòng) và Thanh Hà (Hải Dương) trên cao tốc Hà Nội - Hải Phòng
- Cầu Tiên Cựu (nối 2 huyện An Lão và Tiên Lãng, thành phố Hải Phòng).
- Cầu Khuể, nối Tiên Lãng và An Lão, Hải Phòng
- Cầu tuyến đường ven biển Hải Phòng (dự án)